# Мундор (Петропавловское сельское поселение)
Мундор — опустевшая деревня в Павинском районе Костромской области. Входит в состав Петропавловского сельского поселения

## География
Находится в северо-восточной части Костромской области на расстоянии приблизительно 5 км на восток по прямой от села Павино, административного центра района.

## История
В XIX веке деревня находилась на территории Никольского уезда Вологодской губернии. В 1859 году здесь было учтено 11 дворов.

## Население
Численность постоянного населения составляла 86 человек (1859), 2 в 2002 году (русские 97 %), 0 в 2022.